# منطقه مورد نظر
منطقهٔ مورد نظر (به انگلیسی: The Zone of Interest) یک فیلم درام تاریخی محصول ۲۰۲۳ به نویسندگی و کارگردانی جاناتان گلیزر است. فیلم بر پایهٔ رمانی به همین نام اثر مارتین آمیس از سال ۲۰۱۴ ساخته شده‌است که تا حدی مبتنی بر رخدادهای حقیقی است. کریستیان فریدل و زاندرا هوله به‌ترتیب نقش فرمانده نازی یعنی رودلف هوس و همسرش هدویگ را ایفا می‌کنند که با خانواده در خانه‌ای واقع در منطقهٔ مورد نظر در نزدیکی اردوگاه آشویتس زندگی می‌کنند.
منطقهٔ مورد نظر نخستین نمایش جهانی خود را در هفتاد و ششمین جشنواره فیلم کن در ۱۹ مهٔ ۲۰۲۳ داشت که آن‌جا برندهٔ جایزهٔ بزرگ و جایزهٔ فیپرِشی شد. این فیلم در ۱۵ دسامبر ۲۰۲۳ از طریق ای۲۴ در ایالات متحده اکران شد. منطقهٔ مورد نظر ستایش منتقدان را در پی داشت و از سوی هیئت ملی بازبینی فیلم، یکی از پنج فیلم جهانی برتر سال نام گرفت. این فیلم سه جایزهٔ بفتا شامل بهترین فیلم غیر انگلیسی‌زبان برنده شد و در مراسم گلدن گلوب نامزد سه جایزه بود. در نود و ششمین دوره جوایز اسکار، این فیلم در پنج بخش (شامل بهترین فیلم) نامزد شد و جوایز بهترین فیلم بین‌المللی و بهترین صداگذاری را دریافت کرد.

## بازیگران
- کریستیان فریدل در نقش رودلف هوس
- زاندرا هولر در نقش هدویگ هوس[۱۶]
- مدوسا کنوپف در نقش الفریده
- دانیل هولزبرگ در نقش گرهارد ماورر
- ساشا ماز در نقش آرتور لیب‌هنشل
- مکس بک در نقش شوارتزر
- ولفگانگ لمپل در نقش هانس برگر
- یوهان کارتهاوس در نقش کلاوس[۱۷]
- رالف هرفورث در نقش اسوالد پل
- فریا کرویتزکام در نقش النور پول
- لیلی فالک در نقش هایده‌تراوت
- نله آهرنسمایر در نقش اینگه-بریگیت

## پیش‌زمینه و تولید
منطقه مورد نظر چهارمین فیلم بلند جاناتان گلیزر است. این اثر نخستین فیلم بلند او پس از فیلم مهیج و علمی-تخیلی زیر پوست (محصول ۲۰۱۳) به شمار می‌رود و اقتباسی آزاد از رمان «منطقه مورد نظر» نوشته‌ی مارتین ایمیس است که در سال ۲۰۱۴ منتشر شد. داستان این رمان در اردوگاه کار اجباری آشْویتس می‌گذرد و بر شخصیت گولو تومسن، افسر رابط اِس‌اِس، تمرکز دارد که به همسر فرمانده اردوگاه دل می‌بازد.
نسخه‌ی آلمانی این کتاب با عنوان Interessengebiet سال بعد در زوریخ منتشر شد. ناشر همیشگی آثار ایمیس در آلمان، یعنی نشر هانسر (Carl Hanser Verlag)، از انتشار این کتاب سر باز زد.
گلیزر در نگارش فیلمنامه، تنها برخی از بُن‌مایه های رمان را حفظ کرد و داستان عاشقانه را حذف نمود. برخلاف رمان، که نام فرماندهٔ اردوگاه "پاول دُل" (Paul Doll) است و نام سایر شخصیت‌های تاریخی، همسر و فرزندان فرمانده و حتی حیوانات خانگی آن‌ها تغییر کرده، در فیلم شخصیت‌ها، مانند فرماندهٔ اردوگاه رودُلف هُوس با نام واقعی تاریخی خود ظاهر می‌شوند.
فیلمبرداری در مکان‌های اصلی اردوگاه آشویتس انجام شد. خانهٔ اصلی هُوس از پایان جنگ به مالکیت خصوصی درآمده است. کریس اودی (Chris Oddy)، طراح صحنهٔ فیلم چندین ماه وقت صرف کرد تا یک خانهٔ متروکهٔ نزدیک را به بازسازی اقامتگاه هُوس تبدیل کند. اردوگاه آن سوی دیوار در کامپیوتر بازسازی شد، زیرا ساختمان‌ها برای زمانِ فیلمبرداری خیلی قدیمی به نظر می‌رسیدند.
فیلمبرداری به زبان‌های آلمانی و لهستانی انجام شد.
ووکاش ژال فیلمبردارِ فیلم همراه با گلیزر دوربین‌هایی هدایت‌پذیر از راه دور را در خانهٔ هُوس نصب کردند. به این ترتیب، صحنه‌ها با استفاده از ده دوربین در اتاق‌های مختلف فیلمبرداری شد. رویکردی که گلیزر آن را «برادر بزرگ در خانهٔ نازی‌ها» نامید، به بازیگران این امکان را داد تا در طول فیلمبرداری به طور گسترده‌ای بداهه‌پردازی کنند، آزادانه حرکت کنند و آزمایش کنند، بدون آن که تیم فیلمبرداری در محل حضور داشته باشد. گلیزر و ژال نمی‌خواستند اردوگاه به صورت زیبا و هنری به نظر برسد. بنابراین در طول فیلمبرداری از نورپردازی اضافی خودداری شد.
گلیزر در توضیح رویکرد متفاوت خود نسبت به فیلم‌هایی مانند فهرست شیندلر (۱۹۹۳) یا پسر شائول (۲۰۱۵) گفت که تمرکزش نه بر قربانیان یا عاملان فجایع، بلکه بر تماشاگران بی‌طرف بوده است؛ کسانی که نظاره‌گر جنایات بودند:
«به‌یاد دارم که چهره‌ی ایستادگان، نظاره‌گران، همدستان [...] و خلاصه انسان‌های معمولی آلمانی بسیار مرا درگیر کرد. شروع به پرسیدن این سؤال کردم که چگونه ممکن است کسی بایستد و تنها نظاره‌گر باشد. برخی واقعاً لذت می‌برند. انگار دارند نمایش تماشا می‌کنند.»
این سخنانی است که فولکهارت کنیگه (Volkhard Knigge) نیز در مصاحبهٔ خود با سوزان نیمن در کتاب «درس گرفتن از آلمانی‌ها» مطرح کرده. او که تا سال ۲۰۲۰ مدیرِ دیرینهٔ یادبود اردوگاه بوخن‌والد بود میگوید که اول میخواستند نامِ اردوگاه را اِتِرزبِرگ (Ettersberg) بگذارند که ساکنان وایمار مخالفت کردند، چرا که این جنگل شهره بود به مکانِ محبوبِ گوته برای قدم‌زدن. گرچه نامِ دیگر اردوگاه‌های کار اجباری برگرفته از نامِ مکانی بود که در آن قرار داشت، اما اِس‌اِس در این مورد به سرعت واکنش نشان داد و نامی‌ دیگر جعل کرد: «بوخن‌والد». موزهٔ بوخن‌والد نشان میدهد که نازیسم در دل آلمان، و آنهم آلمانِ در اوج شکوهمندیش، سر برآورد [جلوی انظار عموم] و نه در حاشیه هایش. کنیگه اذعان می‌کند که یکی‌ از دلایل مشکوک شدنش به تسویه حساب با گذشته در آلمان این است که: چطور توجیهش کردند؟ چطور تحققش بخشیدند؟ چرا مقاومت انقدر کم بود؟ در ادامه میگوید: مسئله اصلی‌ این نیست که من اگر در سال‌های ۴۲ تا ۴۴ (سالهای پایانی جنگ جهانی دوم) بودم چه می‌کردم؟ بلکه اگر در سال‌های ۳۲ تا ۳۳ (سالهای به قدرت رسیدن حزبِ نازی) بودم چه می‌کردم؟ بدین ترتیب مسئلهٔ شجاعت مطرح میشود و نه مسئلهٔ مرگ و زندگی‌، یعنی‌ فرصت‌های زیادی وجود داشت که مردم [آلمان] دهان به اعتراض بگشایند اما اکثریت این کار را نکرده و [سکوت اختیار کرده و فقط به تماشا نشستند].

## نام فیلم

منطقه منافع اردوگاه آشْویتس (حدود ۴۰ کیلومتر مربع)

منطقهٔ مورد نظر یا منطقهٔ منافع اردوگاه آشْویتس که به نام منطقهٔ منافع کمپ آشْویتس هم شناخته می‌شود (Interessengebiet des KZ Auschwitz) و نامِ کتاب و فیلم از آن برگرفته شده است، در دوران جنگ جهانی دوم منطقه‌ای ممنوعه توسط اِس‌اِس برای مجموعهٔ اردوگاه آشْویتس در لهستانِ تحت اشغال آلمان بود. در این منطقه که از دنیای بیرون جدا شده بود، بزرگ‌ترین مجموعه اردوگاه‌های کار اجباری و اردوگاه‌های مرگ رژیم نازی شکل گرفت.
چند هفته پس از برپایی اردوگاه اصلی، اریش فون دم باخ-سلوسکی رئیس عالی‌رتبه اِس‌اِس و پلیس مسئولِ این منطقه، پس از اولین فرار موفق یک زندانی لهستانی در ژوئیه ۱۹۴۰ دستور اخراج جمعیت محلی را صادر کرد. جمعیت لهستانی باید از منطقه اطراف اردوگاه در شعاع پنج کیلومتر جابه‌جا می‌شدند تا فرارها غیرممکن شود و کمک به فراریان متوقف گردد. ابتدا ساکنان روستای زاسوله (Zasole) مجبور شدند خانه‌های خود را ترک کنند، که بعداً این مسکن‌های متروکه توسط رهبران اِس‌اِسِ اردوگاه و خانواده‌هایشان مورد استفاده قرار گرفت.

### توسعه
گلیزر توسعه این پروژه را در سال ۲۰۱۹ تأیید کرد و ای۲۴ و فیلم۴پروداکشنز با سرمایه‌گذاری مشترک در تولید آن همکاری کردند. فیلمبرداری در ژوئن ۲۰۲۱ آغاز شد و طبق گزارش‌ها در ژانویه ۲۰۲۲ به پایان رسید. این فیلم در اردوگاه آشویتس فیلم‌برداری شد.

## انتشار
منطقهٔ مورد نظر برای رقابت نخل طلای جشنواره فیلم کن ۲۰۲۳ برگزیده شد، که نخستین نمایش جهانی خود را در ۱۹ می ۲۰۲۳ در آنجا داشت.

## بازخورد

### گیشه
تا ۱۰ مارس ۲۰۲۴، منطقهٔ مورد نظر ۸٫۲ میلیون دلار در ایالات متحده و کانادا و نیز ۱۸٫۳ میلیون دلار در سایر کشورها فروش داشته‌است که فروش جهانی آن در کل به ۲۶٫۵ میلیون دلار رسیده‌است.
در آخر هفتهٔ افتتاحیه خود در ایالات متحده، این فیلم از چهار سینما ۱۲۴٫۰۰۰ دلار به دست آورد. پس از پنج دریافت نامزدی اسکار، نمایش از ۲۱۵ سالن به ۳۳۳ سالن در هفتمین هفتهٔ اکران خود رسید و ۱٫۰۸ میلیون دلار (افزایش ۱۴۱ درصدی نسبت به آخر هفته پیش) و مجموعاً ۳ میلیون دلار به دست آورد.

### واکنش انتقادی
منطقه دلخواه در هنگام نمایش با تحسین منتقدان روبه‌رو شد. در وبگاه گردآوری نقد راتن تومیتوز، ۹۳٪ از ۳۲۹ بازبینی مثبت است و این فیلم میانگین رتبهٔ ۸٫۷/۱۰ را دریافت کرده‌است. اجماع جمعی منتقدان این وبگاه می‌نویسند: «منطقه دلخواه بی‌طرفانه ماهیت عادی هم‌دستی افراد در جنایات بیمناک را بررسی می‌کند و ما را مجبور می‌کند که نگاه سردی به روزمرگی پشت یک وحشیگری غیرقابل بخشش بیندازیم.» این فیلم در متاکریتیک که از میانگین وزنی استفاده می‌کند، بر اساس نظر ۵۸ منتقدین امتیاز ۹۲ از ۱۰۰ را کسب کرده که نشان‌گر «تحسین همگانی» است.